# Flanders Diamond Tour
De Spar Flanders Diamond Tour is een eendaagse wielerkoers voor vrouwen in de Belgische provincie Antwerpen die sinds 2014 jaarlijks wordt verreden en die bij de eerste editie viel in de UCI 1.2-categorie en vanaf 2015 in de 1.1-categorie. De start- en finishplaats is Nijlen. Jolien D'Hoore won de eerste editie, zij is ook recordhoudster met drie zeges.

## Erelijst
| Jaar | Eerste                               | Tweede                               | Derde                                |
| ---- | ------------------------------------ | ------------------------------------ | ------------------------------------ |
| 2014 | Jolien D'Hoore                       | Beatrice Bartelloni                  | Kelly Druyts                         |
| 2015 | Jolien D'Hoore                       | Kelly Druyts                         | Lisa Brennauer                       |
| 2016 | Jolien D'Hoore                       | Christine Majerus                    | Monique van de Ree                   |
| 2017 | Nina Kessler                         | Monique van de Ree                   | Chiara Consonni                      |
| 2018 | Janine van der Meer                  | Kathrin Schweinberger                | Chiara Consonni                      |
| 2019 | Lorena Wiebes                        | Elisa Balsamo                        | Lotte Kopecky                        |
| 2020 | niet verreden vanwege coronapandemie | niet verreden vanwege coronapandemie | niet verreden vanwege coronapandemie |
| 2021 | Lorena Wiebes                        | Chiara Consonni                      | Amber van der Hulst                  |
| 2022 | Chiara Consonni                      | Marthe Truyen                        | Georgia Danford                      |
| 2023 | Julie De Wilde                       | Kathrin Schweinberger                | Katrijn De Clercq                    |
| 2024 | Chiara Consonni                      | Anniina Ahtosalo                     | Kathrin Schweinberger                |

### Meervoudige winnaressen
| Overwinningen | Renster         | Jaren            |
| ------------- | --------------- | ---------------- |
| 3             | Jolien D'Hoore  | 2014, 2015, 2016 |
| 2             | Lorena Wiebes   | 2019, 2021       |
| 2             | Chiara Consonni | 2022, 2024       |

### Overwinningen per land
| Overwinningen | Land              |
| ------------- | ----------------- |
| 4             | België, Nederland |
| 2             | Italië            |